# Pierrick Valdivia
Pierrick Valdivia est un footballeur français né le 18 avril 1988 à Bron. Il évolue au poste de milieu défensif.

## Biographie
Arrivé à l'Olympique lyonnais à l'âge de 12 ans en provenance de l'AS Saint-Priest, il y effectue sa formation et évolue avec les différentes équipes de jeunes du club rhodanien. Il participe à un stage avec l'équipe de France des moins de 18 ans en février 2006, au CTNFS de Clairefontaine, aux côtés d'Anthony Modeste et Étienne Capoue. Capitaine de la réserve lyonnaise, il signe son premier contrat professionnel d'un an en 2008. Ne jouant aucun match professionnel lors de cette première année où il n'évolue qu'en CFA, il est laissé libre par son club qui ne souhaite pas le prolonger. 
En début de saison 2009-2010, il s'engage avec le CS Sedan-Ardennes pour trois ans où il retrouve son ami Lossémy Karaboué avec qui il a évolué dans les équipes réserves de l'Olympique lyonnais. Il joue pour la première fois sous ses nouvelles couleurs en Coupe de la Ligue contre Caen, où il remplace à la 90e minute Yohann Eudeline. Son équipe gagne finalement 2-0 après prolongations. C'est également dans cette compétition qu'il inscrit son premier but professionnel, lors du match opposant Sedan à Dijon. Grâce à ce but marqué à la deuxième minute, il participe à la victoire écrasante de son équipe 6 buts à 1.
Malgré une grande concurrence à son poste et son inexpérience, il réalise de très bonnes performances sous le maillot sedanais qui le font vite devenir titulaire dans l’entre-jeu aux côtés du capitaine Jérôme Le Moigne.
En juillet 2012, il rejoint son coéquipier et capitaine Jérôme Le Moigne au Racing Club de Lens où il s'engage pour une durée de 3 ans.
Pour son premier match officiel avec Lens, le 28 juillet 2012, il inscrit son premier but face au Mans.
Il est d'ailleurs respecté par le public de par ses nombreuses performances avec le club artésien.
Dès sa première saison au RC Lens, il finit co-meilleur buteur du club à égalité avec l'attaquant Yoann Touzghar en inscrivant 13 buts chacun (dont 11 en Championnat). Cela est d'autant plus surprenant que Valdivia est un milieu de terrain. De ce fait, il est élu meilleur joueur de la saison par les supporters du club artésien.
Sur le plan personnel, sa deuxième saison en Artois est moins réussie, mais le Lensois obtient, collectivement, la montée en Ligue 1 avec une seconde place et s'apprête à découvrir l'élite. Malgré tout, les Lensois font un joli parcours en Coupe de France et lors du huitième de finale, à Lyon, club où il a été formé, Pierrick Valdivia donne la victoire sur penalty au bout de la prolongation (1-2).
Le 13 décembre 2014, face à Montpellier, il inscrit son premier but en Ligue 1 (3-3). Le 21 juin 2016, il rejoint le club belge du Sint-Truidense VV. Le 12 juin 2017, il s'engage au Nîmes Olympique.
Le 20 août 2019, il rejoint l'EA Guingamp pensionnaire de Domino’s Ligue 2.

## Statistiques
| Saison                | Club                  | Championnat           | Championnat | Championnat | Coupe nationale | Coupe nationale | Coupe de la Ligue | Coupe de la Ligue | Total | Total |
| Saison                | Club                  | Division              | M.          | B.          | M.              | B.              | M.                | B.                | M.    | B.    |
| 2009-2010             | CS Sedan Ardennes     | Ligue 2               | 32          | 2           | 7               | 1               | 2                 | 1                 | 41    | 4     |
| 2010-2011             | CS Sedan Ardennes     | Ligue 2               | 34          | 2           | 3               | 1               | 1                 | 0                 | 38    | 3     |
| 2011-2012             | CS Sedan Ardennes     | Ligue 2               | 27          | 2           | 2               | 1               | 3                 | 0                 | 32    | 3     |
| Sous-total            | Sous-total            | Sous-total            | 93          | 6           | 12              | 3               | 6                 | 1                 | 111   | 10    |
| 2012-2013             | RC Lens               | Ligue 2               | 31          | 11          | 4               | 2               | -                 | -                 | 35    | 13    |
| 2013-2014             | RC Lens               | Ligue 2               | 27          | 2           | 3               | 1               | 1                 | 1                 | 31    | 4     |
| 2014-2015             | RC Lens               | Ligue 1               | 35          | 1           | -               | -               | -                 | -                 | 35    | 1     |
| 2015-2016             | RC Lens               | Ligue 2               | 19          | 1           | -               | -               | 1                 | 0                 | 20    | 1     |
| Sous-total            | Sous-total            | Sous-total            | 112         | 15          | 7               | 3               | 2                 | 1                 | 121   | 19    |
| 2016-2017             | Saint-Trond VV        | Division 1A           | 13          | 0           | 2               | 0               | -                 | -                 | 15    | 0     |
| Sous-total            | Sous-total            | Sous-total            | 13          | 0           | 2               | 0               | -                 | -                 | 15    | 0     |
| 2017-2018             | Nîmes Olympique       | Ligue 2               | 30          | 0           | 1               | 0               | -                 | -                 | 31    | 0     |
| 2018-2019             | Nîmes Olympique       | Ligue 1               | 5           | -           | -               | -               | -                 | -                 | 5     | 0     |
| Sous-total            | Sous-total            | Sous-total            | 35          | 0           | 1               | 0               | -                 | -                 | 36    | 0     |
| 2019-2020             | EA Guingamp           | Ligue 2               | 18          | 0           | -               | -               | -                 | -                 | 18    | 0     |
| 2020-2021             | EA Guingamp           | Ligue 2               | -           | -           | -               | -               | -                 | -                 | 0     | 0     |
| Sous-total            | Sous-total            | Sous-total            | 18          | 0           | -               | -               | -                 | -                 | 18    | 0     |
| Total sur la carrière | Total sur la carrière | Total sur la carrière | 266         | 21          | 22              | 6               | 8                 | 2                 | 296   | 29    |